# Cerotrioza bivittata
Cerotrioza bivittata är en insektsart som beskrevs av Crawford 1918. Cerotrioza bivittata ingår i släktet Cerotrioza och familjen spetsbladloppor. Inga underarter finns listade i Catalogue of Life.